# ロバート・スターン

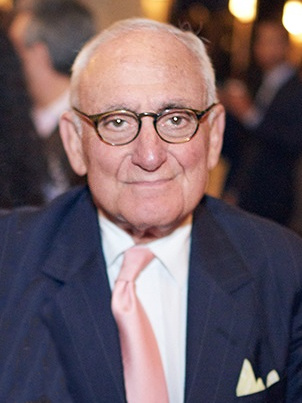
ロバート・スターン

ロバート・アーサ・モートン・スターン（Robert Arthur Morton Stern 1939年5月23日 - ）はアメリカ合衆国の建築家。コロンビア大学の教授。ニューヨーク生まれ。ロバート・スターンまたはロバート・A・M・スターンと表記されることが多い。

## 人物
「現代の伝統主義者（modern traditionalist）」と言われ、ポストモダン建築家の1人として知られる。また彼は自らを「ガーデン・サバーブについての美点の唱道者」と自任しており、いくつかの郊外分譲地をデザインしたほか、2000年代以降は高所得者向けの住宅のデザインを多く手がけている。
1980年と1985年にアメリカ合衆国建築家協会AIAの年間優秀賞を受けるほか、いくつもの受貴歴がある。また、著書も多数あり、1982年にはニューヨークて個展も開いている。啓蒙家、教育者、評論家としても知られ、1986年にはテレビ番組のリポータ役も務めていた。

## 経歴
- 1960年、コロンビア大学を卒業
- 1965年、イェール大学建築大学院で博士号を取得
- 1969年、ジョン・ハグマンと建築設計事務所を設立
- 1977年、「Robert A. M. Stern Architects」を創業開始

## 主な作品
- ベスト社ショールーム（ニューヨーク近代美術館展覧会出展作品）
- ポイント・ウエスト・プレイスのオフィス・ビル（1984年）
- ショーウォーカー社ジョールーム（1984年）
- Mexxインターナショナル社国際本部（1985年）
- ルウェリンパークの住宅（1985年）
- Disney's Beach Club Resort（1990年）
- ノーマン・ロックウェル美術館（1993年）
- コロンビア大学ブロードウェイホール（2000年）
- ディズニーアンバサダーホテル（2001年）[1]
- ジャクソンビル公立図書館（2005年）
- フォージ渓谷国有公園博物館（2007年）
- グリニッジ・プールハウス（1976年）等数多くの住宅作品、アパートの改造があるほか、ネックレスやイヤリングなどの装身具、また皿、水差しなどの食器のデザインもてがけている。

日本語訳
- 『アメリカ建築の新方向』鈴木一訳、鹿島出版会・SD選書、1976年